# 下段モータース

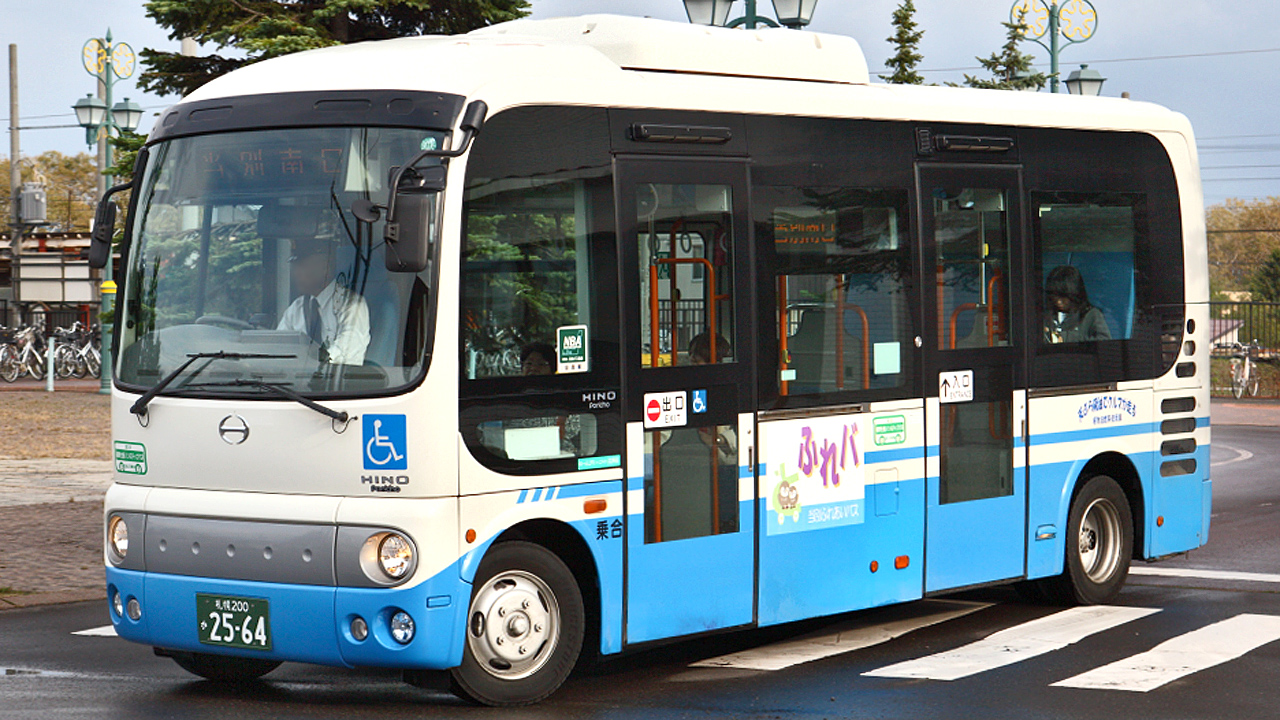
当別ふれあいバスの車両
石狩太美駅（現・太美駅）を出発する当別駅南口行「あいの里金沢線」

有限会社下段モータース（しもだんモータース）は、北海道石狩郡当別町に本社を置く日本の企業。自動車ディーラー・自動車整備業を中心に、自動車に関わる業務を広く行っている。バス事業においては、当別町のコミュニティバス「当別ふれあいバス」の運行も受託している。

## 主な事業内容
- 自動車販売業 - マツダ・オートザム店。店名は「マツダオートザム当別」。
- 自動車整備業 - ロータスクラブ
- レンタカー事業
- 貸切バス事業 -「シモダンバス」ブランドで営業
- タクシー事業 -「シモダンタクシー」ブランドで営業

## バス事業
大型バスやマイクロバスなどを保有。路線バス車両は2017年（平成29年）3月31日現在で11台登録されている。貸切バスは2023年（令和5年）5月現在で8台登録されており、札幌運輸支局管内発着を営業区域とする。
なおバス停留所は「シモダンモータース」、車両表記は「シモダンバス」と片仮名書きになっている。

### 路線

#### 月形当別線
- 当別駅南口 - 北栄団地 - スーパーアークス前[注 1]（一部便は経由せず） - 北海道医療大学駅 - 金沢会館前（石狩金沢駅最寄） - 玄米酵素中央研究所前（本中小屋駅最寄） - 中小屋郵便局前（中小屋駅最寄） - 月ヶ岡駅 - 月形役場 - 月形高校 - 月形駅

愛称は「とべ〜る号」。1日9往復。
北海道旅客鉄道（JR北海道）札沼線（学園都市線）の北海道医療大学駅 - 新十津川駅間が2020年5月7日に廃止されることを受け、その廃止代替バスとして同年4月1日より、石狩当別駅 - 北海道医療大学駅 - 石狩月形駅間で下段モータースにより運行開始された。
月形当別線の専用車両は、日野・ポンチョとトヨタ・ハイエースの2台を使用する。
石狩月形駅 - 浦臼駅の代替路線は別路線となる（美唄自動車学校が「月形浦臼線」として運行）が、乗継割引が適用される。浦臼駅 - 新十津川方面は当初は北海道中央バスの既存路線が廃止代替となっていた（滝川浦臼線）ものの、2022年10月1日に浦臼町が運行する「浦臼町営バス」へ転換された。
なお、当路線の回数券は月形浦臼線でも利用できる。当路線を当別ふれあいバスの回数券・応援券（定期券）・無料チケットで利用することはできない。

#### 当江線（一般路線、廃止）

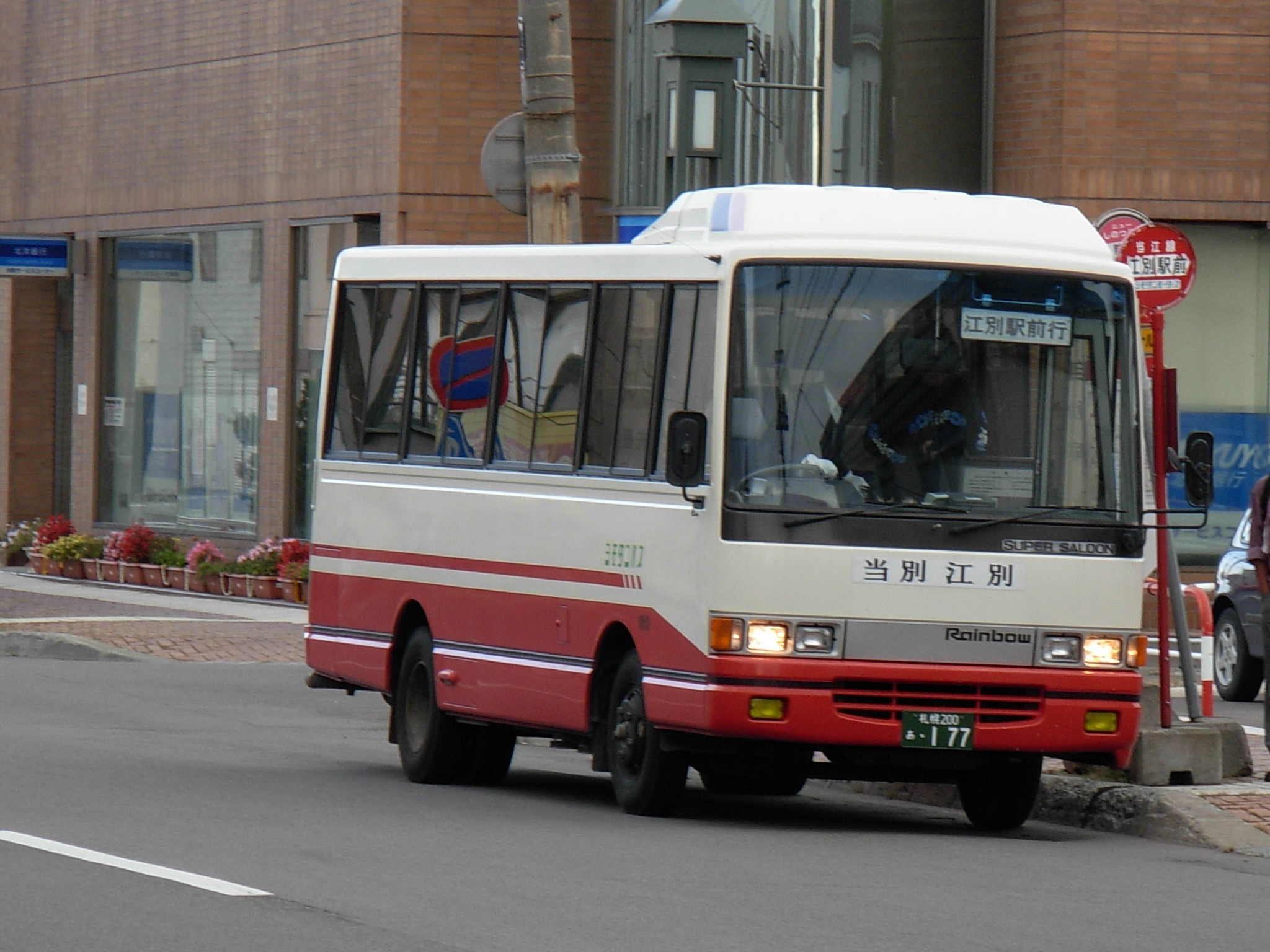
当江線の車両
（日野・レインボーRB、江別駅前にて）

- 当別駅北口 - 当別入口 - 対雁 - 蕨岱 - 篠津 - 石狩大橋 - 市立病院（一部便は通過） - 江別駅前（2005年4月1日 - 2016年3月31日）

石狩川を挟んだ当別町側は、1936年（昭和11年）に廃止された江当軌道にほぼ沿う。
かつては北海道中央バスの路線で、1993年（平成5年）から札幌第一観光バスへの委託路線（21条バス）となった。平日6往復、土曜・休日4往復が設定されていたが、札幌第一観光バスが撤退の意向を示し、2005年（平成17年）4月1日より下段モータースが運行を受託、平日のみ4往復運行となった。2006年（平成18年）10月の道路交通法改正以降は、下段モータースが自主運行する一般路線バスとなり、自治体等が補助金供出などで路線維持に協力する形へ変更された。
乗客数減少などから自治体と協議の結果、2016年（平成28年）4月1日付で廃止された。